# O Monge e a Filha do Carrasco
O Monge e a Filha do Carrasco é um filme brasileiro de 1996 dirigido por Walter Lima Júnior, baseado no livro The Monk and the Hangman's Daughter, de Ambrose Bierce. A obra é uma co-produção entre Brasil e Estados Unidos.

## Sinopse
Ambientada por volta de 1700, numa cidade indefinida, uma jovem é estigmatizada pela comunidade por ser filha do carrasco local.

## Elenco
- Patrícia Pillar ...Amula
- Murilo Benício ...Ambrosius
- Karina Barum ...Benedicta
- José Lewgoy ...Monge Superior
- Rubens de Falco ...Mestre Salineiro
- Eduardo Conde ...Carrasco
- Flávio São Thiago ...José
- Charles Paraventi ...Domicius
- Maria Gladys ...Follen
- Shulamith Yaari ...Follen